# رادئون سری ۵۰۰۰
ای‌ام‌دی رادئون سری ۵۰۰۰ (به انگلیسی: AMD Radeon 5000 series) مجموعه‌ای از پردازنده‌های گرافیکی توسعه یافتهٔ شرکت ای‌ام‌دی است و بر حسب شمارهٔ مجموعهٔ قبلی، این مجموعه می‌بایست با شماره RX 600 معرفی شود اما از آنجا که شرکت ای‌ام‌دی قرار است در زمان معرفی این مجموعهٔ جدید، پنجاهمین سال تأسیس خود را جشن بگیرد، این مجموعه با عنوان سری ۵۰۰۰ معرفی گردید. رادئون سری ۵۰۰۰ دنباله‌ای بر مجموعه موفق پیشین با عنوان وگا است.